# Länsväg 129
Länsväg 129 går sträckan Hultsfred - Mariannelund. Sträckan ligger i Hultsfreds kommun i Kalmar län och i Eksjö kommun i Jönköpings län. Den är landsväg hela sträckan. Längden är 21 km.
Vägen ansluter till riksväg 40, riksväg 23 och riksväg 34.

## Historia
Vägen fick nummer 125 på 1940-talet.. År 1962 ändrades numret till 129. Väg 129 följer den väg som fanns längs sträckan på 1950-talet, fast den fortsatte något längre österut vid Hultsfred, och förkortades något då förbifarten (på nuvarande väg 23 och 34) förbi Hultsfred byggdes på 1950- eller 1960-talet.